# Harberton
Harberton es una parroquia civil situada en el distrito de South Hams, en el condado no metropolitano de Devon, Inglaterra. Según el censo de 2021, tiene una población de 1400 habitantes.
Toma su nombre del río Harbourne, que fluye a través de la localidad.
Hay un conjunto de edificios de interés arquitectónico, entre ellos, la iglesia de San Andrés (St Andrew's Church), un elegante edificio del siglo XIV o XV, con una bella torre. El retablo medieval tardío es un ejemplo notable, con una cornisa y una bóveda ricamente talladas. La pila bautismal es una obra de arte normanda de gran calidad y el púlpito es del siglo XV.
John Huxham, cirujano y médico, nació aquí en 1672. En Harberton también vivió Mary Ann Varder (1842-1922), que se casó con Thomas Bridges el 7 de agosto de 1869 y se trasladó con él en 1871 a Tierra del Fuego. Allí establecieron la estancia Harberton en 1886.